# Якби кожен з нас
«Якби кожен з нас» — радянський драматичний художній фільм 1961 року, знятий режисером Султаном-Ахметом Ходжиковим на кіностудії «Казахфільм».

## Сюжет
Старий чабан Серкебай задумав отримати від овець другий окіт на рік. Голова колгоспу Айсари не вірить у цей почин — отарі, що збільшилася, не вистачає пасовищ і води — і пропонує здати овець на м'ясо. Серкебай з отарою перепливає Сир-Дар'ю і йде в пустелю Кизил-Кум. Разом із ним вирушає група колгоспників та його донька Маржан. Багатоденний шлях пісками не дає результату — чабани не можуть знайти колодязя. Засмучений Серкебай передає своє старшинство Кундебаю і пропонує йому, зарізавши овець, вивести людей назад до Сир-Дар'ї. Вночі старий чабан іде у піски, щоб там померти. Слідом за ним вирушають і вівці. Вирушивши на пошуки батька, Маржан потрапляє до гідрогеологів, що бурять артезіанську свердловину. Між Маржан і геологом Імашем виникає кохання. Гідрогеологи знаходять Серкебая та його загін, а зі свердловини починає бити вода. Утворюється озеро. Незабаром до нового водоймища переселяється весь тваринницький колгосп.

## У ролях
- Алібек Іщанов — Кенжетай
- Ахмед Шамиєв — Серкебай
- Лідія Ашрапова — Маржан Серкебаєва
- Кененбай Кожабеков — Імаш
- Мулюк Суртубаєв — Маймурун
- Єлубай Умурзаков — Кундебай
- Абен Мухамедьяров — голова Айсари
- Рахія Койчубаєва — Шайшекер
- Рахметбай Телеубаєв — Музапар

## Знімальна група
- Режисер — Султан-Ахмет Ходжиков
- Сценаристи — Аскар Токмагамбетов, Султан-Ахмет Ходжиков
- Оператор — Асхат Ашрапов
- Композитор — Садик Мухамеджанов
- Художник — Юрій Вайншток